# Dorcadion variegatum
Dorcadion variegatum är en skalbaggsart som beskrevs av Ludwig Ganglbauer 1884. Dorcadion variegatum ingår i släktet Dorcadion och familjen långhorningar. Inga underarter finns listade i Catalogue of Life.